# Angela Iacobellis
Angela Iacobellis (ur. 16 października 1948 w Rzymie, zm. 27 marca 1961 w Neapolu) – włoska Służebnica Boża Kościoła katolickiego.
Angela Iacobellis urodziła się 16 października 1948 roku w Rzymie. Niedługo później wraz z rodziną przeprowadziła się do Neapolu. Tam przystąpiła do Pierwszej Komunii Świętej 29 czerwca 1955 roku, a wkrótce otrzymała sakrament bierzmowania.
W 1960 roku zachorowała na białaczkę. Zmarła 27 marca 1961 mając 12 lat.
W 1991 roku rozpoczął się jej proces beatyfikacyjny.